# Челик, Фатих
Фатих Челик (тур. Fatih Çelik; род. 1 января 1992 года) — турецкий паратхэквондист. Серебряный призёр летних Паралимпийских игр 2024 в Париже.

## Биография

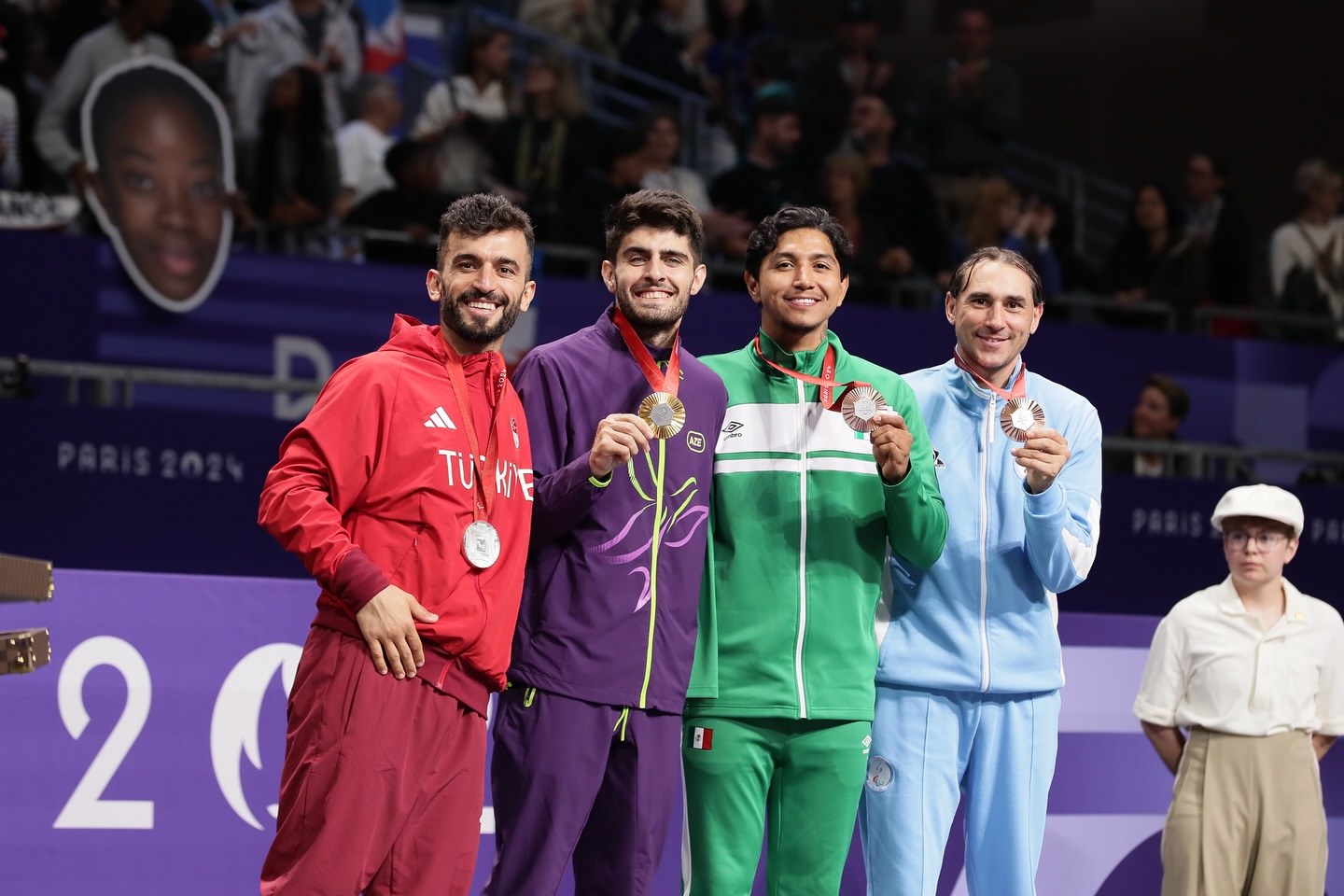
Фатих Челик (слева) на церемонии награждения Паралимпиады-2024 в Париже

3 сентября 2021 года принял участие на летних Паралимпийских играх 2020 в Токио в весовой категории до 75 кг. В 1/8 финала победил сенегальца Ибрахиму Сейе, в четвертьфинале проиграл иранцу Мехди Пуррахнамаахмадгураби. В первом утешительном раунде, проиграв южнокорейскому спортсмену Чу Чжон Хёну, завершил выступление на турнире.
30 августа 2024 года на летних Паралимпийских играх 2024 в Париже соревновался в весовой категории до 70 кг. В четвертьфинале победил грузина Гиорги Николадзе, в полуфинале — японца Сюнсукэ Кудо. В финале проиграл азербайджанскому тхэквондисту Имамеддину Халилову и завоевал серебряную медаль Паралимпиады.